# Сиудад Сердан (Чалчикомула де Сесма)
Сиудад Сердан (шп. Ciudad Serdán) насеље је у Мексику у савезној држави Пуебла у општини Чалчикомула де Сесма. Насеље се налази на надморској висини од 2526 м.

## Становништво
Према подацима из 2010. године у насељу је живело 23824 становника.

### Хронологија
| Година       | 2000                 | 2005                  | 2010                  |
| ------------ | -------------------- | --------------------- | --------------------- |
| Становништво | 20340 (9632 / 10708) | 22147 (10382 / 11765) | 23824 (11120 / 12704) |

### Попис
| \| \| м \| \| \| ж \| \| 0—2 \| 651 \| \| \| 691 \| \| 3—5 \| 713 \| \| \| 732 \| \| 6—11 \| 1.526 \| \| \| 1.549 \| \| 12—14 \| 695 \| \| \| 773 \| \| 15—17 \| 799 \| \| \| 757 \| \| 18—24 \| 1.407 \| \| \| 1.653 \| \| 60+ \| 980 \| \| \| 1.227 \| \| Просек : \| 27,8 \| \| \| 29,2 \| |       |  |  |       |
| |       |  |  |       |
| | м     |  |  | ж     |
| 0—2 | 651   |  |  | 691   |
| 3—5 | 713   |  |  | 732   |
| 6—11 | 1.526 |  |  | 1.549 |
| 12—14 | 695   |  |  | 773   |
| 15—17 | 799   |  |  | 757   |
| 18—24 | 1.407 |  |  | 1.653 |
| 60+ | 980   |  |  | 1.227 |
| Просек : | 27,8  |  |  | 29,2  |

| #   | Индикатор                                                                                        | Вредност |
| --- | ------------------------------------------------------------------------------------------------ | -------- |
| 1   | Становништво од 0 до 2 године                                                                    | 1342     |
| 2   | Мушко становништво од 0 до 2 године                                                              | 651      |
| 3   | Женско становништво од 0 до 2 године                                                             | 691      |
| 4   | Становништво са 3 и више година                                                                  | 22393    |
| 5   | Мушко становништво са 3 и више година                                                            | 10423    |
| 6   | Женско становништво са 3 и више година                                                           | 11970    |
| 7   | Становништво са 5 и више година                                                                  | 21435    |
| 8   | Мушко становништво са 5 и више година                                                            | 9939     |
| 9   | Женско становништво са 5 и више година                                                           | 11496    |
| 10  | Становништво са 12 и више година                                                                 | 17873    |
| 11  | Мушко становништво са 12 и више година                                                           | 8184     |
| 12  | Женско становништво са 12 и више година                                                          | 9689     |
| 13  | Становништво са 15 и више година                                                                 | 16405    |
| 14  | Мушко становништво са 15 и више година                                                           | 7489     |
| 15  | Женско становништво са 15 и више година                                                          | 8916     |
| 16  | Становништво са 18 и више година                                                                 | 14849    |
| 17  | Мушко становништво са 18 и више година                                                           | 6690     |
| 18  | Женско становништво са 18 и више година                                                          | 8159     |
| 19  | Становништво од 3 до 5 година                                                                    | 1445     |
| 20  | Мушко становништво од 3 до 5 година                                                              | 713      |
| 21  | Женско становништво од 3 до 5 година                                                             | 732      |
| 22  | Становништво од 6 до 11 година                                                                   | 3075     |
| 23  | Мушко становништво од 6 до 11 година                                                             | 1526     |
| 24  | Женско становништво од 6 до 11 година                                                            | 1549     |
| 25  | Становништво од 8 до 14 година                                                                   | 3509     |
| 26  | Мушко становништво од 8 до 14 година                                                             | 1723     |
| 27  | Женско становништво од 8 до 14 година                                                            | 1786     |
| 28  | Становништво од 12 до 14 година                                                                  | 1468     |
| 29  | Мушко становништво од 12 до 14 година                                                            | 695      |
| 30  | Женско становништво од 12 до 14 година                                                           | 773      |
| 31  | Становништво од 15 до 17 година                                                                  | 1556     |
| 32  | Мушко становништво од 15 до 17 година                                                            | 799      |
| 33  | Женско становништво од 15 до 17 година                                                           | 757      |
| 34  | Становништво од 18 до 24 године                                                                  | 3060     |
| 35  | Мушко становништво од 18 до 24 године                                                            | 1407     |
| 36  | Женско становништво од 18 до 24 године                                                           | 1653     |
| 37  | Женско становништво од 15 до 49 година                                                           | 6717     |
| 38  | Становништво са 60 и више година                                                                 | 2207     |
| 39  | Мушко становништво са 60 и више година                                                           | 980      |
| 40  | Женско становништво са 60 и више година                                                          | 1227     |
| 41  | Однос између мушкараца и жена                                                                    | 87.53    |
| 42  | Становништво од нуле до 14 година                                                                | 7330     |
| 43  | Становништво од 15 до 64 године                                                                  | 14809    |
| 44  | Становништво од 65 година и више                                                                 | 1596     |
| 45  | Просечан број деце                                                                               | 2.44     |
| 46  | Становништво рођено у ентитету                                                                   | 21884    |
| 47  | Мушко становништво рођено у ентитету                                                             | 10260    |
| 48  | Женско становништво рођено у ентитету                                                            | 11624    |
| 49  | Становништво рођено у другом ентитету                                                            | 1744     |
| 50  | Мушко становништво рођено у другом ентитету                                                      | 774      |
| 51  | Женско становништво рођено у другом ентитету                                                     | 970      |
| 52  | Становништво од 5 година и више резидентно у ентитету у јуну 2005. године                        | 20789    |
| 53  | Мушко становништво старосног доба од 5 година и више, резидентно у ентитету у јуну 2005. године  | 9577     |
| 54  | Женско становништво старосног доба од 5 и више година, резидентно у ентитету у јуну 2005. године | 11212    |
| 55  | Становништво од 5 година и више које је живело у другом ентитету у јуну 2005. године             | 391      |
| 56  | Мушко становништво старије од 5 година које је живело у другом ентитету у јуну 2005. године      | 182      |
| 57  | Женско становништво старије од 5 година које је живело у другом ентитету у јуну 2005. године     | 209      |
| 58  | Становништво од 3 године и више које говори аутохтони језик                                      | 82       |
| 59  | Мушко становништво старо 3 године и више које говори аутохтони језик                             | 46       |
| 60  | Женско становништво старо 3 године и више које говори аутохтони језик                            | 36       |
| 61  | Становништво од 3 године и више које говори аутохтони језик и не говори шпански језик            | 0        |
| 62  | Мушко становништво старо 3 године и више које говори аутохтони језик и не говори шпански         | 0        |
| 63  | Женско становништво старо 3 године и више које говори аутохтони језик и не говори шпански језик  | 0        |
| 64  | Становништво старо 3 године и више које говори аутохтони језик и шпански                         | 50       |
| 65  | Мушко становништво старо 3 године и више које говори аутохтони језик и шпански                   | 28       |
| 66  | Женско становништво старо 3 године и више које говори аутохтони језик и шпански                  | 22       |
| 67  | Становништво од 5 година и више које говори аутохтони језик                                      | 79       |
| 68  | Становништво од 5 година и више које говори аутохтони језик и не говори шпански језик            | 0        |
| 69  | Становништво од 5 година и више које говори аутохтони језик и говори шпански језик               | 49       |
| 70  | Становништво у домородачким домаћинствима                                                        | 220      |
| 71  | Становништво са ограничењима у активностима                                                      | 989      |
| 72  | Становништво са ограниченим ходањем или кретањем, горе или доле                                  | 519      |
| 73  | Становници са ограничењима вида, чак и уз кориштење сочива                                       | 293      |
| 74  | Становништво са ограничењима говора, комуникације или конверзације                               | 86       |
| 75  | Становништво са ограниченим слухом                                                               | 101      |
| 76  | Становништво са ограничењима при одевању, купању или јелу                                        | 33       |
| 77  | Становништво са ограничењима у опажању или учењу једноставних ствари                             | 46       |
| 78  | Становништво са менталним ограничењима                                                           | 69       |
| 79  | Становништво без ограничења активности                                                           | 22643    |
| 80  | Становништво од 3 до 5 година које не похађа школу                                               | 639      |
| 81  | Мушко становништво од 3 до 5 година које не похађа школу                                         | 316      |
| 82  | Женско становништво од 3 до 5 година које не похађа школу                                        | 323      |
| 83  | Становништво од 6 до 11 година које не похађа школу                                              | 94       |
| 84  | Мушко становништво од 6 до 11 година које не похађа школу                                        | 54       |
| 85  | Женско становништво од 6 до 11 година које не похађа школу                                       | 40       |
| 86  | Становништво од 12 до 14 година које не похађа школу                                             | 75       |
| 87  | Мушко становништво од 12 до 14 година које не похађа школу                                       | 42       |
| 88  | Женско становништво од 12 до 14 година које не похађа школу                                      | 33       |
| 89  | Становништво од 15 до 17 година похађа школу                                                     | 1127     |
| 90  | Мушко становништво од 15 до 17 година похађа школу                                               | 550      |
| 91  | Женско становништво између 15 и 17 година живота у школи                                         | 577      |
| 92  | Становништво од 18 до 24 године похађа школу                                                     | 942      |
| 93  | Мушко становништво од 18 до 24 године похађа школу                                               | 431      |
| 94  | Женско становништво од 18 до 24 године похађа школу                                              | 511      |
| 95  | Становништво од 8 до 14 година које не може да чита и пише                                       | 97       |
| 96  | Мушко становништво старосног доба од 8 до 14 година које не може да чита и пише                  | 59       |
| 97  | Женско становништво старосног доби од 8 до 14 година које не може да чита и пише                 | 38       |
| 98  | Становништво од 15 година и више које је неписмено                                               | 1339     |
| 99  | Мушко становништво од 15 година и више које је неписмено                                         | 480      |
| 100 | Женско становништво од 15 година и више које је неписмено                                        | 859      |
| 101 | Становништво старо 15 и више година без школовања                                                | 1377     |
| 102 | Мушко становништво старо 15 и више година без школовања                                          | 502      |
| 103 | Женско становништво старо 15 и више година без школовања                                         | 875      |
| 104 | Становништво старосног доба 15 и више година са непотпуним основним образовањем                  | 2208     |
| 105 | Мушко становништво старосног доба од 15 година и више са непотпуном основним образовањем         | 1017     |
| 106 | Женско становништво старосног доба 15 и више година са непотпуном основним образовањем           | 1191     |
| 107 | Становништво старо 15 и више година са комплетним основним образовањем                           | 2873     |
| 108 | Мушко становништво старо 15 година и више са комплетним основним образовањем                     | 1323     |
| 109 | Женско становништво старо 15 и више година са комплетним основним образовањем                    | 1550     |
| 110 | Становништво старосног доба 15 и више година са непотпуним средњим образовањем                   | 889      |
| 111 | Мушко становништво старосног доба од 15 година и више са непотпуним средњим образовањем          | 466      |
| 112 | Женско становништво старосног доба од 15 година и више са непотпуним средњим образовањем         | 423      |
| 113 | Становништво старо 15 и више година са пуним секундарном образовањем                             | 3270     |
| 114 | Мушко становништво старосног доба од 15 година и више са пуним секундарном образовањем           | 1550     |
| 115 | Женско становништво старосног доба од 15 година и више са пуним секундарном образовањем          | 1720     |
| 116 | Становништво старије од 18 година са постосновним образовањем                                    | 5145     |
| 117 | Мушко становништво старије од 18 година са постосновним образовањем                              | 2351     |
| 118 | Женско становништво старије од 18 година са постосновним образовањем                             | 2794     |
| 119 | Просечна оцена школовања                                                                         | 8.35     |
| 120 | Просечан ниво образовања мушке популације                                                        | 8.52     |
| 121 | Просечан ниво образовања женског становништва                                                    | 8.2      |
| 122 | Економски активно становништво                                                                   | 9068     |
| 123 | Економски активна мушка популација                                                               | 5998     |
| 124 | Економски активна женска популација                                                              | 3070     |
| 125 | Становништво које није економски активно                                                         | 8695     |
| 126 | Мушко становништво које није економски активно                                                   | 2113     |
| 127 | Женско становништво које није економски активно                                                  | 6582     |
| 128 | Запослено становништво                                                                           | 8694     |
| 129 | Запослено мушко становништво                                                                     | 5699     |
| 130 | Запослено женско становништво                                                                    | 2995     |
| 131 | Незапослена популација                                                                           | 374      |
| 132 | Незапослена мушка популација                                                                     | 299      |
| 133 | Незапослена женска популација                                                                    | 75       |
| 134 | Становништво без права на здравствене услуге                                                     | 10962    |
| 135 | Становништво које има право на здравствене услуге                                                | 12727    |
| 136 | Становништво које има право на ИМСС                                                              | 1927     |
| 137 | Становништво које има право на социјално осигурање                                               | 1500     |
| 138 | Становништво које има право на државно социјално осигурање                                       | 1193     |
| 139 | Становништво које има право на опште осигурање или здравствено осигурање за нову генерацију      | 7817     |
| 140 | Становништво које је било једном или није било у браку током 12 година и више                    | 6387     |
| 141 | Венчано или уједињено становништво од 12 година и више                                           | 9617     |
| 142 | Становништво које је било у браку или уједињено 12 година и више                                 | 1844     |
| 143 | Становништво са католичком религијом                                                             | 21826    |
| 144 | Протестанти, еванђелисти и библијски следбеници различити од еванђелиста                         | 1008     |
| 145 | Становништво са другим религијама различитим од претходних                                       | 232      |
| 146 | Становништво без религије                                                                        | 128      |
| 147 | Укупно пописаних домаћинства                                                                     | 5677     |
| 148 | Пописна домаћинства на челу са мушкарцима                                                        | 4130     |
| 149 | Пописна домаћинства на челу са женама                                                            | 1547     |
| 150 | Становништво у пописним домаћинствима                                                            | 23715    |
| 151 | Становништво у пописним домаћинствима на челу са мушкарцима                                      | 17992    |
| 152 | Становништво у пописним домаћинствима на челу са женама                                          | 5723     |
| 153 | Укупно домаћинстава                                                                              | 6696     |
| 154 | Укупно насељених домаћинстава                                                                    | 5707     |
| 155 | Укупно приватних кућа                                                                            | 6666     |
| 156 | Насељени приватни домови                                                                         | 5677     |
| 157 | Укупно насељених приватних кућа                                                                  | 5705     |
| 158 | Ненасељене приватне куће                                                                         | 664      |
| 159 | Појединачна домаћинства за привремену употребу                                                   | 325      |
| 160 | Становници у насељеним приватним кућама                                                          | 23715    |
| 161 | Насељеност станара у приватним становима                                                         | 4.18     |
| 162 | Просечно становника по соби у приватним насељеним домаћинствима                                  | 1.19     |
| 163 | Појединачна домаћинства са подовима од различитих материјала од земље                            | 5301     |
| 164 | Појединачна домаћинства у приземљу                                                               | 359      |
| 165 | Појединачна домаћинства са једном спаваћом собом                                                 | 2412     |
| 166 | Појединачна домаћинства са две спаваће собе и више                                               | 3257     |
| 167 | Појединачна домаћинства са једним собом                                                          | 512      |
| 168 | Појединачна домаћинства са две собе                                                              | 1276     |
| 169 | Појединачна домаћинства са 3 собе и више                                                         | 3871     |
| 170 | Појединачна домаћинства која имају електрично светло                                             | 5638     |
| 171 | Појединачна домаћинства која немају електрично светло                                            | 33       |
| 172 | Појединачна домаћинства која имају водоводну воду у стамбеном простору                           | 5521     |
| 173 | Појединачна домаћинства која немају водоводну воду у стамбеном простору                          | 136      |
| 174 | Појединачна домаћинства која имају тоалет                                                        | 5565     |
| 175 | Појединачна домаћинства која имају канализацију                                                  | 5244     |
| 176 | Појединачна домаћинства која немају канализацију                                                 | 411      |
| 177 | Појединачна домаћинства која имају електрично светло, довод воде из јавне мреже и канализацију   | 5139     |
| 178 | Појединачна домаћинства без икаквих услова                                                       | 109      |
| 179 | Појединачна домаћинства која имају радио                                                         | 4637     |
| 180 | Појединачна домаћинства која имају телевизор                                                     | 5421     |
| 181 | Појединачна домаћинства која имају фрижидер                                                      | 3196     |
| 182 | Појединачна домаћинства која имају машину за веш                                                 | 2668     |
| 183 | Појединачна домаћинства која имају аутомобил или комби                                           | 1631     |
| 184 | Појединачна домаћинства која имају рачунар                                                       | 1133     |
| 185 | Појединачна домаћинства која имају фиксну телефонску линију                                      | 1589     |
| 186 | Појединачна домаћинства која имају мобилни телефон                                               | 3298     |
| 187 | Појединачна домаћинства која имају приступ интернету                                             | 614      |
| 188 | Величина локације                                                                                | 8        |